# Quatrième circonscription de Budapest
La quatrième circonscription de Budapest est l'une des dix-huit circonscriptions électorales de la capitale hongroise. Elle a été créée lors du redécoupage électoral de 2011 puis est devenue effective lors des élections législatives hongroises de 2014.

## Description géographique et démographique
La circonscription regroupe tout le 2e arrondissement mis à part la petite partie détenue par la troisième circonscription de Budapest ainsi qu'une partie du 3e arrondissement.
Selon le recensement de 2011, la circonscription compte 94 532 habitants dont 77 747 adultes (43 597 hommes et 50 935 femmes).

## Députés
Pour voir les députés et les résultats de la première circonscription entre 1990 et 2011, voir l'article sur les anciennes circonscriptions de Budapest.